# Henrik Sjöman
Henrik Sjöman, född 3 maj 1984 i Karlstad, är en svensk filmproducent, regissör, manusförfattare och skådespelare. Han har gjort kortfilmen Om ödet får bestämma som tävlade i Filmörnen 2008 och fick pris i kategorin Bästa manliga skådespelare. Sjöman spelar en odräglig bröllopsgäst i den danska långfilmen Vagn.[källa behövs]

## Filmografi (urval)
- 2008 – Om ödet får bestämma – producent, regissör, manusförfattare
- 2010 – Orion
- 2017 – Hermit: Monster killer
- 2019 – Finaste familjen (TV-serie)
- 2019 – Ture Sventon och Bermudatriangelns hemlighet (TV-serie)[2]
- 2019 – Parterapi (TV-serie)
- 2021 – Min historiske pojkvän (TV-serie)
- 2022 – Mini-Agenterna (TV-serie)
- 2022 – Vuxna människor (TV-serie)